# Timana aureola
Timana aureola är en fjärilsart som beskrevs av Louis Beethoven Prout 1934. Timana aureola ingår i släktet Timana och familjen mätare. Inga underarter finns listade i Catalogue of Life.